# فروشگاه اولیوتی (ونیز)
فروشگاه اولیوتی (به ایتالیایی: Negozio Olivetti) در ونیز، یک فروشگاه دو طبقه، واقع در میدان سن مارکو است که توسط معمار، کارلو اسکارپا طراحی شده است. این یکی از مهم‌ترین و اولین نمونه در جهان (اگر نه اولین، مطمئناً معروف‌ترین) از یک فروشگاه‌های پرچمدار (پیشرو «فروشگاه‌پرچمدار» مدرن) است. این بنا که خود به عنوان ساختمانی با اهمیت ملی طبقه‌بندی می‌شود، یکی از معرف‌ترین آثار ادغام یک مداخلۀ مدرن (اواسط دههٔ ۱۹۵۰ میلادی) در یک ساختمان تاریخی محافظت شده توسط میراث فرهنگی (سدهٔ ۱۶ میلادی) است. در میان معروف‌ترین آثار کارلو اسکارپا، این اثر نمایانگر تمام شخصیت هنری اوست و یکی از نمونه‌های مهم و مورد مطالعه (مانند موزۀ کاستلوکیو با توجه به محدودیت‌های قانونی مرتبط با مرمت) طراحی مشروط و راه‌حل‌های معماری با محدودیت‌های قانونی است. (ایمنی، قابلیت استفاده) و محدودیت‌های سرزمینی (پدیده آکوا آلتا).
پس از سال‌ها از دست دادن کاربری اصلی خود، در ۲۰ آوریل ۲۰۱۱ میلادی این فروشگاه پس از بازسازی دقیق فیلولوژیکی، که رنگ‌ها، مبلمان و مجموعۀ ماشین‌های اصلی اولیوتی را بازسازی کرد، دوباره بازگشایی شد. بیمه عمومی (جنرالی) که مالکیت آن را حفظ می‌کند، آن را به صندوق محیط زیست ایتالیا سپرده است که پس از رسیدگی به احیای آن، مراقبت از آن را به عهده می‌گیرد و استفاده از آن را برای عموم تضمین می‌کند.

## تاریخچه
راه‌اندازی این فروشگاه در سال ۱۹۵۷ میلادی توسط آدریانو اولیوتی به اسکارپا سفارش داده شد، کسی که مکان متروکهٔ یک فروشگاه قبلی در میدان را تصرف کرده بود. این فضا که دقیقاً در گوشه‌ای در زیر ایوان ستون‌دار دادستانی قدیمی و زیرگذر کاوالتو، در نزدیکی طاق آسمانی (آرکو چلسته) که به حوضهٔ آبریز اورسئولو منتهی می‌شود، قرار دارد. این مکان که در برنامه‌های اولیوتی قرار بود به یک نمایشگاه معتبر و نقطهٔ راه‌اندازی محصولات اداری شناخته شده تبدیل شود، توجه مشتریان و زیبایی‌شناسان را به خود جلب کرد. در واقع، با توجه به موقعیت مکانی آن، پروژه‌ای که به اسکارپا سپرده شده بود می‌بایستی با نهایت مراقبت و دقت و همچنین با احترام عمیق برای میدان تاریخی و بناهای تاریخی آن انجام می‌شد.
اسکارپا با توجه فراوان به انتخاب مصالح، پروژه‌ای از اصلاحات رسمی بزرگ را تدارک دید و خود را به‌طور فزاینده‌ای در ایجاد یک سبک معماری که از یک سو ضروری بود، اما در عین حال از سوی دیگر اصلاح شده و التقاطی، مصمم نشان داد؛ با ترکیب عناصر مختلف و همیشه موفق و ترکیب آن‌ها با ظرافت.
در سال ۲۰۰۹ میلادی وضعیت ناپایدار فروشگاه نشان داده شد: بنابراین بازسازی فضای داخلی آغاز شد که با بازگشایی فضا برای عموم در ۲۰ آوریل ۲۰۱۱ میلادی به پایان رسید.

## توضیحات
این فروشگاه شامل فضایی است که به صورت حجمی با طبقه اول یکپارچه شده است، تقریباً به‌ طور کامل نیم طبقه، که بدون وقفه شامل سالن ورودی کوچک مجاور میدان، فضای نمایشگاه و یک راهروی دسترسی است که به یک اتاق کوچک مستطیلی منتهی می‌شود که از آن به خدمات دسترسی دارد و با آن طبقه همکف به پایان می‌رسد. در این اتاق بزرگ که مرز راهرو را مشخص می‌کند، پلکانی با الگوبرداری از اختلاف سطوح جانبی وجود دارد که به طبقه اول منتهی می‌شود که اندازۀ آن نصف طبقه پایین است. همچنین در این فضا، بین ورودی و پای پله‌ها، فضایی برای آبنمای زینتی فوق‌العاده شیک وجود دارد که نازل آن از تخته‌ای از سنگ مرمر سفید و مس داخلی با نشان اولیوتی تشکیل شده است که جریان سبکی از آب را در یک حوض مستطیلی از سنگ مرمر سیاه کاملا صاف می‌ریزد. بر روی این حوض، مجسمۀ زیبایی از آلبرتو ویانی در کنار آن قرار گرفته است. همۀ اتاق‌ها با بازی ظریفی از سنگ مرمر و شیشۀ مورانو سنگفرش شده‌اند: مجموعه‌ای از کاشی‌های چهار گوش که از نظر شکل بسیار شبیه به یکدیگر هستند اما از نظر رنگ از منطقه‌ای به منطقۀ دیگر متفاوت هستند، و با سنگ‌های سفید صاف و براق بسیار دلپذیر در کل سطح در هم آمیخته شده‌اند.
رنگ‌های انتخاب شده توسط اسکارپا قرمز، زرد و آبی هستند، یعنی رنگ‌های اصلی به اضافۀ سفید. استفادۀ گسترده از شیشه‌های پیوسته در امتداد محیط طبقۀ همکف به گذرندگی بین داخل و خارج مکان کمک می‌کند. این روند با موقعیت سالن ورودی نیز برجسته می‌شود که با آستانه‌ای کم از سنگ مرمر صاف سازماندهی شده است که از کف تراکیتی میدان کمی بالاتر است و از دری که قبل از آن یک دروازۀ آکاردئونی کشویی قرار دارد، به اولین اتاق بزرگ منتهی می‌شود. در قسمت بیرونی، قاب‌های پنجره از چوب ساج و مرمر سفید ساخته شده است که دارای قفسه‌های لولایی داخلی و چراغ‌های آویز برای روشنایی محصولات است. زیر تمام دیوار بیرونی فروشگاه، پایه‌ای از بتن مخلوط با سنگریزه‌ها قرار دارد، که تضادی عالی با صافی چوب ساج و شیشه دارد و با سنگفرش قدیمی پیاده‌رو زیر طاق‌ها استتار شده است. در دیوار کناری، پشت یک لوگوی بزرگ اولیوتی، یک کابین کوچک الکتریکی وجود دارد که می‌توان آن را برای تعمیر و نگهداری باز کرد.

تصاویر فروشگاه اولیوتی گرفته شده توسط پائولو مونتی در سال ۱۹۶۰ میلادی
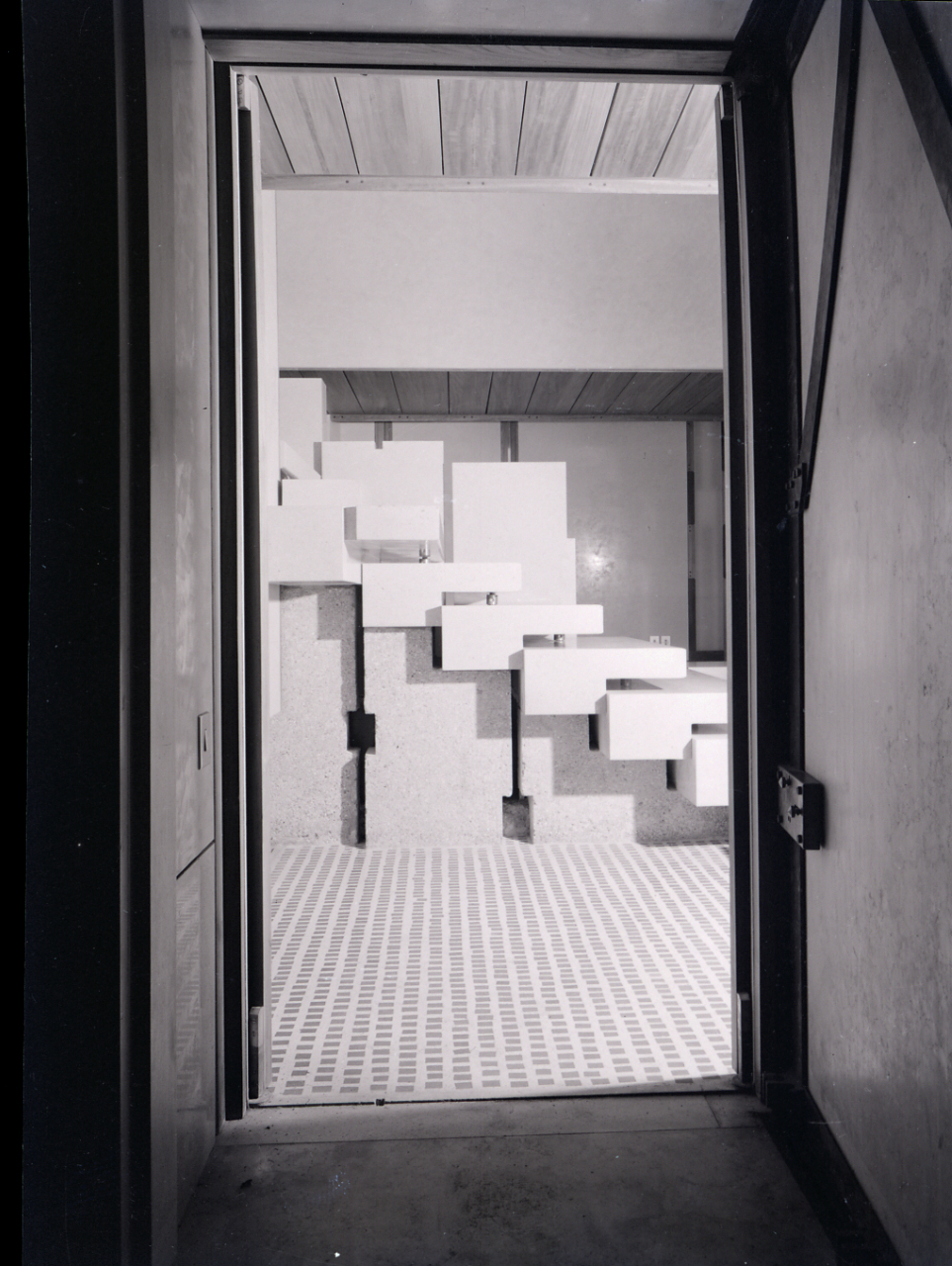
جزئیات پلکان، نمای جانبی
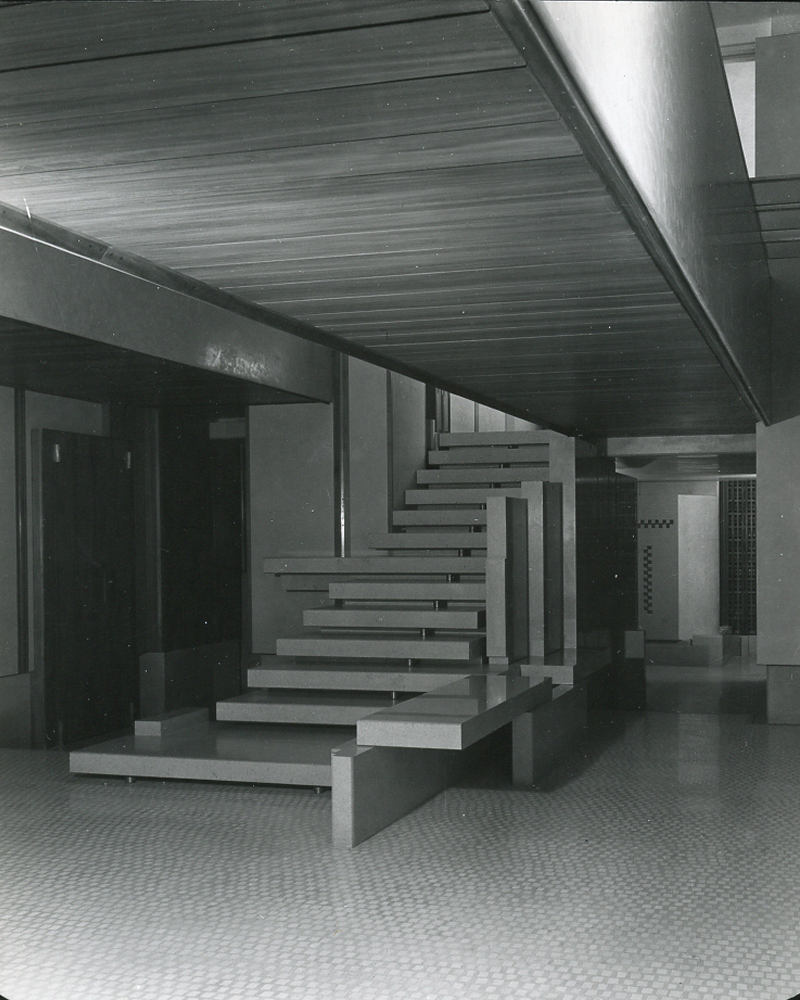
پلکان

## ماشین‌های تحریر و ماشین‌های محاسبه به نمایش گذاشته شده
ماشین تحریر
- لکسیکون ۸۰، ۱۹۴۸ میلادی.
- لتترا ۲۲، ۱۹۵۰ میلادی.
- استودیو ۴۴، ۱۹۵۲ میلادی.
- لکسیکون ۸۰ الکتریکی، ۱۹۵۵ میلادی.

نوشتن ماشین حساب
- سوما ۱۵، ۱۹۴۹ میلادی.
- دیوی‌سوما ۲۴، ۱۹۵۶ میلادی.
- مولتی‌سوما ۲۲، ۱۹۵۸ میلادی.
- التتروسوما ۲۲، ۱۹۵۸ میلادی.
- آئودیت ۵۱۳، ۱۹۵۹ میلادی.